# Línia 2 del metro de Barcelona
La línia 2 o línia lila del metro de Barcelona és una línia de ferrocarril metropolità soterrada que dona servei a les ciutats de Barcelona, Sant Adrià de Besòs i Badalona. Va ser l'última línia a incorporar-se el segle xx a la xarxa del metro i la primera totalment equipada amb ascensors hidràulics per ser adaptada a persones amb mobilitat reduïda i paviment de textura especial per a invidents. Actualment té tretze quilòmetres de longitud i divuit estacions.
El traçat de la línia, que uneix Paral·lel i Badalona Pompeu Fabra, és de doble via soterrada. Els tallers i les cotxeres es troben al Triangle Ferroviari, a prop de l'estació de La Pau. A més té enllaços de servei a Paral·lel amb la línia 3 i a La Pau amb la línia 4.

Esquema de la línia 2

## Característiques generals
La línia 2 és una línia operada per Ferrocarril Metropolità de Barcelona sota la marca de Transports Metropolitans de Barcelona (TMB). La podem dividir en quatre trams, segons l'època en què es va construir i el mode constructiu utilitzat:
- 7 estacions: Paral·lel - Sagrada Família, tram construït a la dècada de 1970, inaugurat el 1995.
- 5 estacions: Sagrada Família - La Pau, tram inaugurat el 1997.
- 5 estacions: La Pau - Pep Ventura, tram construït a la dècada de 1980, inaugurat el 1985 com a tram de la L4 i el 2002 com a tram de la L2.
- 1 estació: Pep Ventura - Badalona Pompeu Fabra, tram inaugurat el 2010.

La línia 2 té una longitud de 13,1 quilòmetres, 18 estacions, 22 trens en hora punta i l'any 2010 s'hi van realitzar un total de 42,3 milions de viatges, sent la cinquena línia per volum de viatges per davant de la L9/L10 i L11.
Municipis coberts
Els municipis coberts per la línia són: Badalona, Barcelona i Sant Adrià de Besòs. A la ciutat de Barcelona transcorre per dos districtes: Eixample i Sant Martí.

### Infraestructura
La línia 2 disposa de via doble en tot el recorregut. La via és d'ample internacional (1.435 mm) i el sistema d'alimentació és a través de catenària rígida a 1.200 V en corrent continu.
La circulació dels trens es fa per l'esquerra entre Paral·lel i Monumental, i per la dreta entre Monumental i Badalona Pompeu Fabra, com a la resta de la xarxa de metro. El canvi de costat de circulació es fa aprofitant el gir del traçat de la Gran Via de les Corts Catalanes amb el carrer de la Marina i és a desnivell. El traçat és completament subterrani. El túnel és bitub entre Paral·lel i la sortida de Monumental cap a Sagrada Família, i monotub a la resta de la línia.
La conducció dels trens es fa mitjançant sistemes automàtics ATP-ATO. Els trens estan assistits per motoristes, tot i que s'hi han efectuat proves per a esdevenir una línia totalment automàtica.

#### Estacions
Les estacions són majoritàriament amb andanes laterals, excepte Sant Antoni i Badalona Pompeu Fabra que les tenen centrals. En el cas de les estacions d'Universitat, Passeig de Gràcia i Tetuan tenen una andana central separada per un mur, el qual fa que es formin dues andanes laterals. Per la seva banda, l'estació de Badalona Pompeu Fabra té una via d'apartador que no disposa d'andana.
Totes les estacions estan adaptades a persones amb mobilitat reduïda. Aquesta fou la primera línia de metro de Barcelona que es va inaugurar amb totes les estacions i trens adaptats a persones amb mobilitat reduïda.
Hi ha un total de vuit estacions amb correspondència amb altres línies de metro, tramvia i trens de rodalia i regionals:
| Estació           | Metro | Altres |
| ----------------- | ----- | ------ |
| Paral·lel         |       |        |
| Universitat       |       |        |
| Passeig de Gràcia |       |        |
| Monumental        |       |        |
| Sagrada Família   |       |        |
| Clot              |       |        |
| La Pau            |       |        |
| Sant Roc          |       |        |
| Gorg              |       |        |

#### Cotxeres i tallers
Els tallers i cotxeres assignats a aquesta línia són les del Triangle Ferroviari, que són compartides amb les línies 4, 9 Nord i 10 Nord, al qual s'hi accedeix parcialment pel ramal de servei que abans del 2002 formava part de la línia 4.

### Material mòbil
Actualment circulen trens de la sèrie 9000 d'Alstom, com a les línies L9 i L10. Les altres sèries de tren que han circulat per la línia 2 són la sèrie 2000, 2100 i la 5000.
El primer material mòbil que va tenir assignat la línia 2 van ser els trens de la sèrie 2000, que van ser lliurats l'any 1992 i assignats provisionalment a la línia 3 mentre no s'acabava la construcció de la línia 2. Aquests trens van prestar servei amb composicions de tres cotxes.
L'any 1997, amb el perllongament de la línia 2 fins a la Pau, els trens de la sèrie 2000 van ser retornats a la línia 3 i el servei es va començar a prestar amb cotxes de la nova sèrie 2100, similars als anteriors.
A partir del 10 d'octubre de 2005 va començar a funcionar en proves un dels primers combois de la sèrie 5000, que van ser destinats a la línia 3 un any més tard.

El 28 de setembre del 2006 la línia 2 va incorporar les 7 primeres unitats de la sèrie 9000, els primers trens del metro de Barcelona preparats per circular amb el sistema ATC-S de conducció automàtica sense conductor, tot i que circulant amb conductor a la L2. Els 15 trens de la sèrie 2100, fabricats el 1997, van ser traspassats progressivament a la L4 l'any 2007.

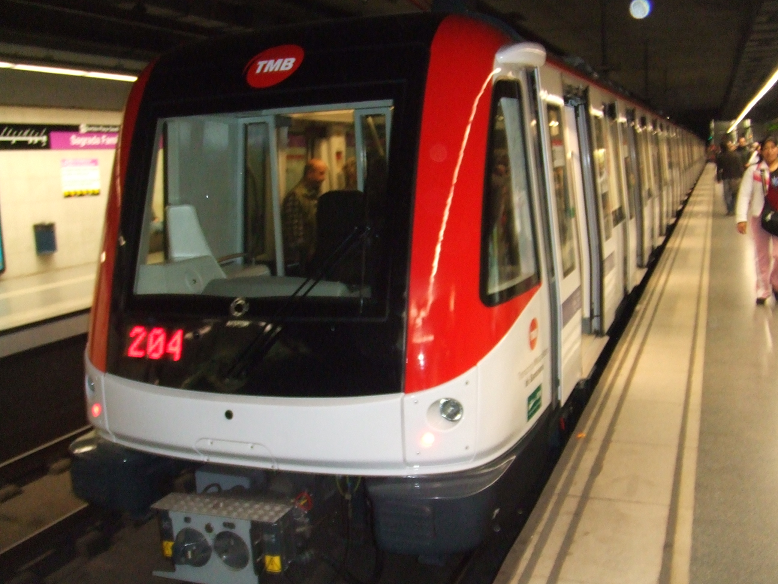
Sèrie 9000 (actualitat)
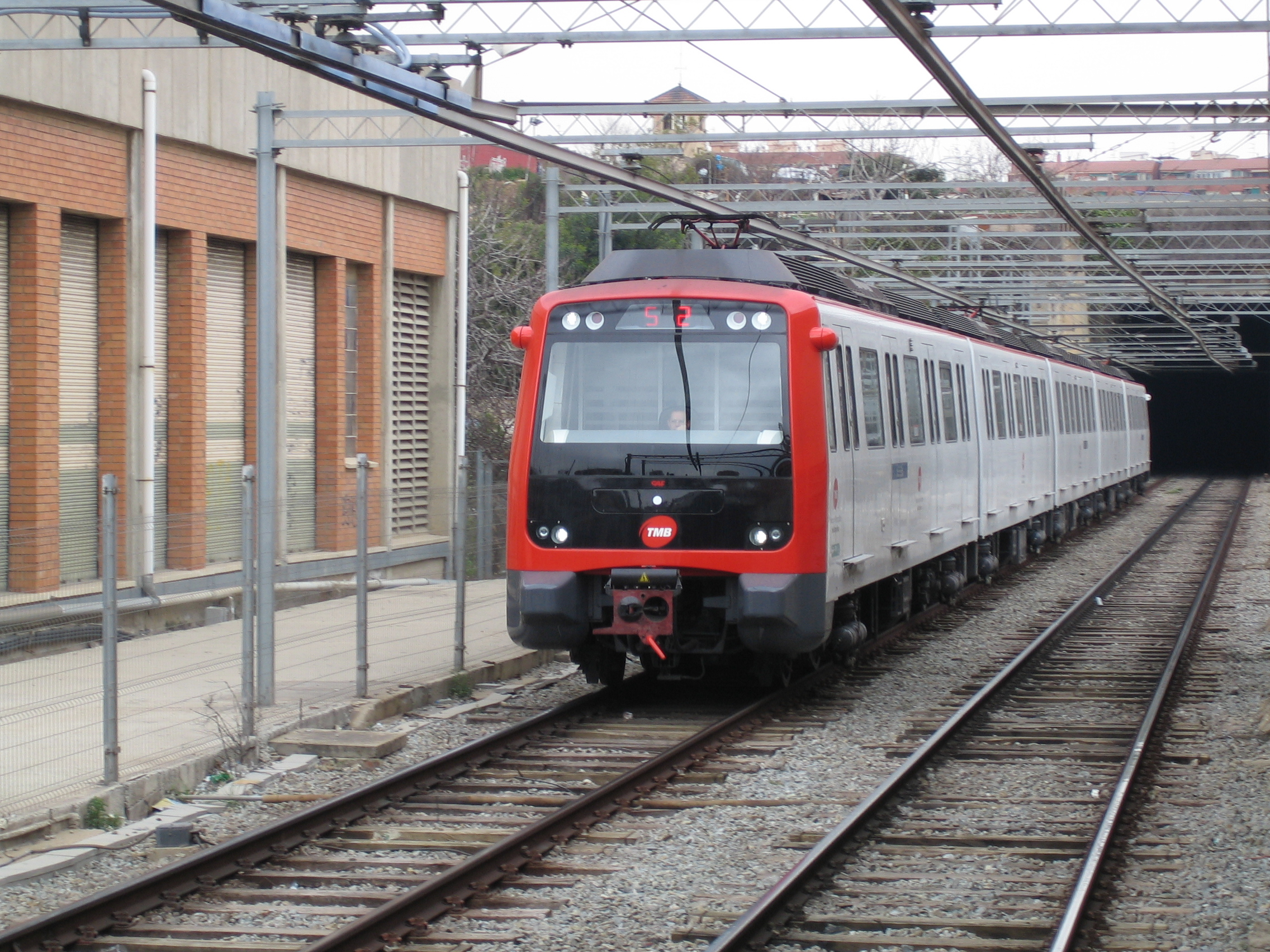
Sèrie 5000 (2005-2006)
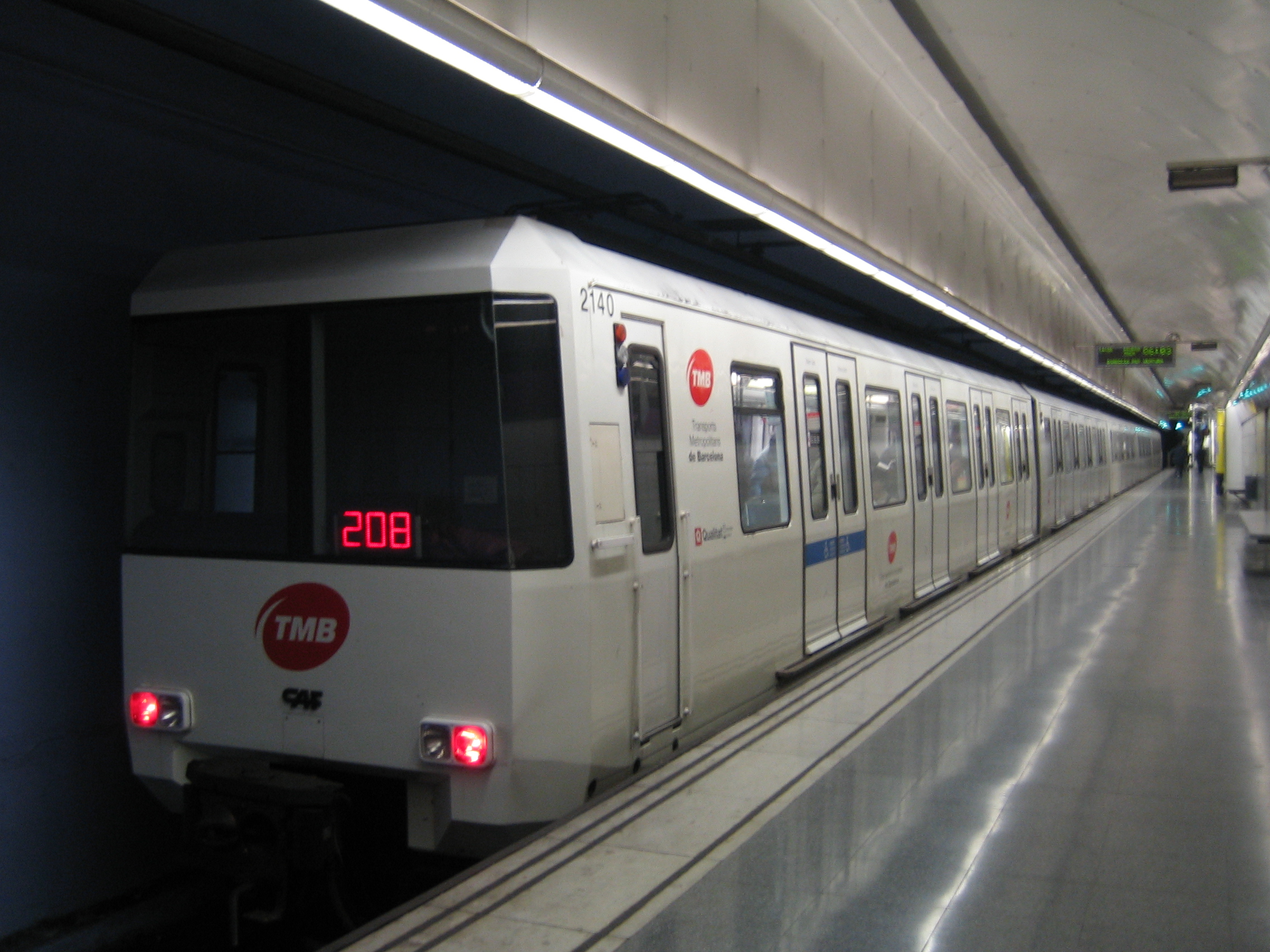
Sèrie 2100 (1997-2007)
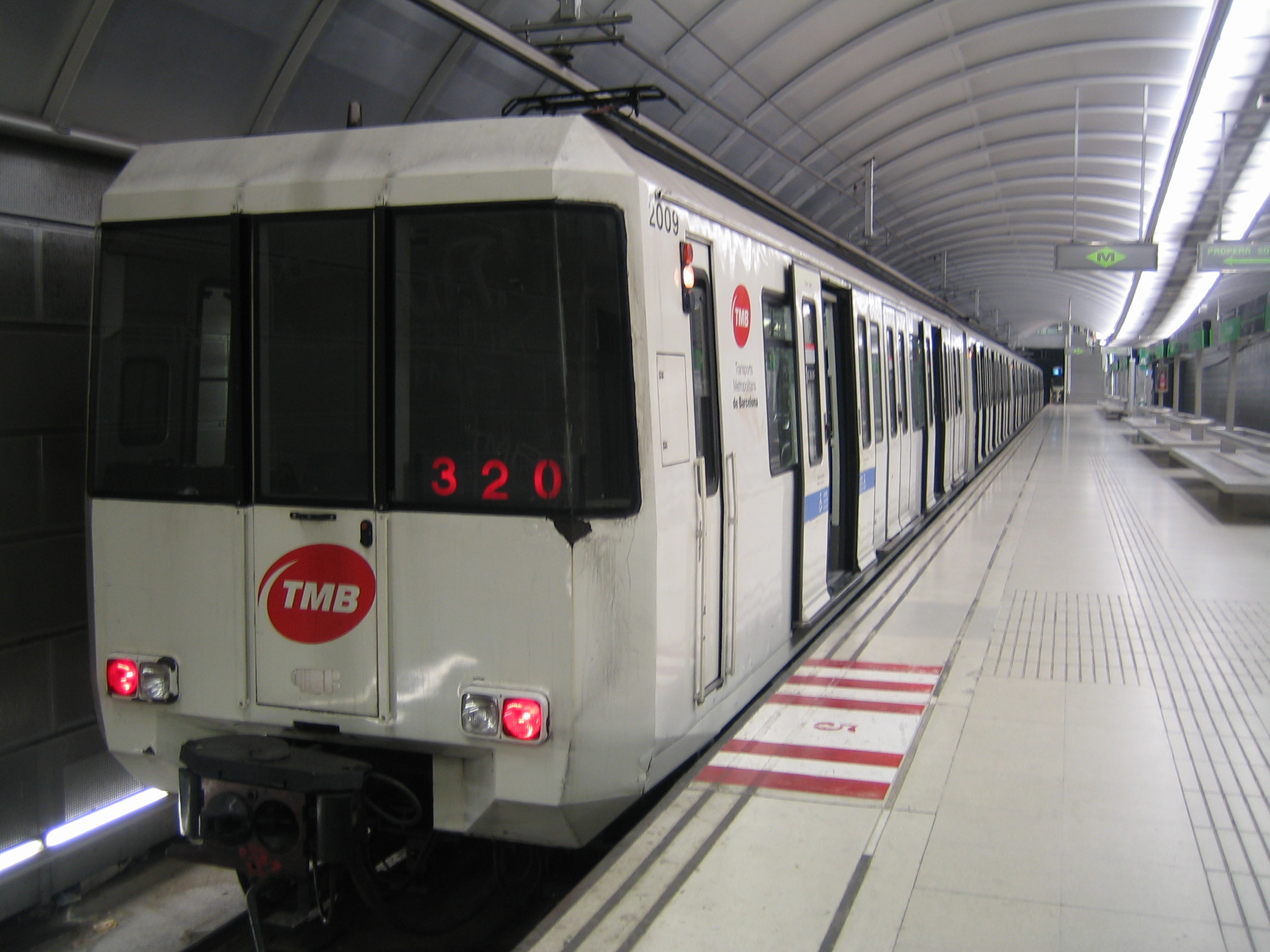
Sèrie 2000 (1995-1997)

## Història
La línia 2 es va inaugurar l'any 1995, tot i que la seva història es remunta a la dècada de 1950 amb el projecte inicial de la línia II que va acabar sent modificat al llarg del temps, una línia que es va projectar en un context de postguerra i de municipalització de les companyies ferroviàries urbanes (FMB i GMB) i que posteriorment es va reprendre amb l'arribada dels Jocs Olímpics d'Estiu de 1992 a Barcelona.

Esquema cronològic de les línies II i 2.

### Cronologia
- 1959: Entra en servei la línia II entre la Sagrera i Vilapicina.
- 1961: S'inicien circulacions de trens que funcionen mitjançant contactes per cèl·lules fotoelèctriques.
- 1967: S'estén fins a Horta.
- 1968: S'adjudiquen les obres de la línia II entre Paral·lel i Sagrada Família.
- 1969: S'inicien les obres entre Paral·lel i Sagrada Família.
- 1970: El tram Sagrera-Horta s'incorpora a la línia V i la línia II desapareix.
- 1973: Es paralitzen les obres de la línia II per falta de diners.
- 1982: Canvi de la numeració romana a aràbica.
- 1985 - abril: S'inaugura el tram La Pau - Pep Ventura de la línia 4.
- 1991: Es firma un conveni per a reprendre la línia 2.
- 1993: S'ajorna sine die el perllongament fins a Montjuïc.
- 1995 - setembre: Inauguració de la línia 2 entre Sant Antoni i Sagrada Família.
- 1995 - desembre: La línia arriba a Paral·lel.
- 1997: Arriba a La Pau.
- 2002: S'incorpora a la línia 2 el tram La Pau - Pep Ventura de la línia 4.
- 2006: Inici de les obres del perllongament al centre de Badalona.
- 2010 - juliol: La línia arriba a Badalona Pompeu Fabra.

### Projecte inicial: Línia II

Projecte original de la línia II (en lila) entre Paral·lel i Horta, segons Pla de Metros 1966 i Teixonera, segons Pla de Metros 1971.

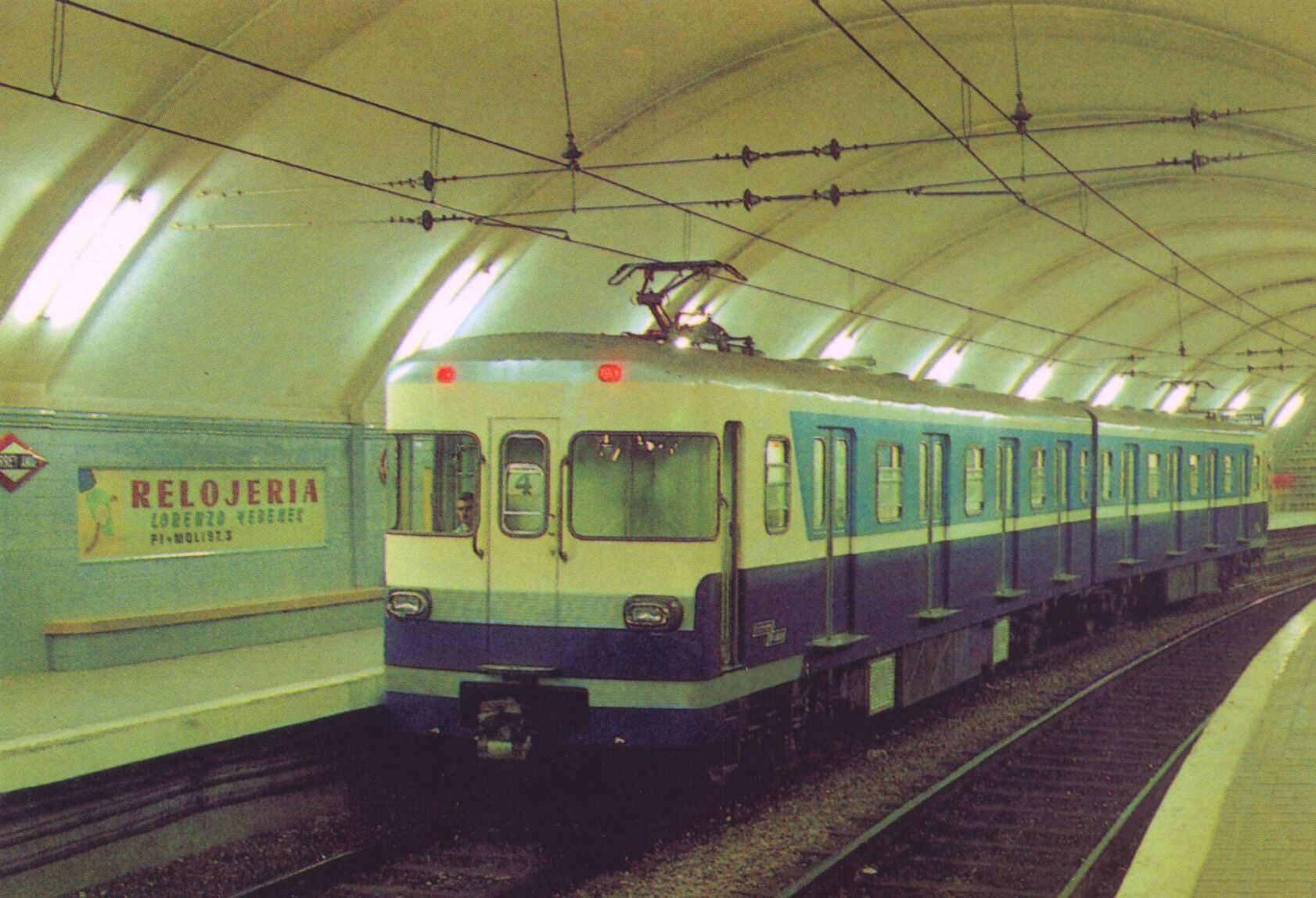
La línia II s'inaugurà el 1959 entre la Sagrera i Vilapicina però el 1970 fou absorbida per la línia V

El projecte inicial de la línia 2, ideat per Ferrocarril Metropolità de Barcelona a la dècada de 1950, havia d'unir els barris d'Horta i de l'antic municipi de Sant Andreu de Palomar amb el centre de la ciutat arribant a Paral·lel.
L'any 1955 es va iniciar les obres i el 1959 entrava en servei el tram la Sagrera i Vilapicina. El 1967 es perllongava amb una estació arribant a Horta.
En aquest tram a partir del 28 de gener de 1961 van començar a circular trens amb un sistema de conducció automàtica. Els trens funcionaven automàticament mitjançant contactes per cèl·lules fotoelèctriques. Aquest sistema fou desenvolupat pels mateixos serveis tècnics del Metro de Barcelona i va constituir la primera aplicació mundial d'un sistema automàtic de conducció de trens en una línia de ferrocarril metropolità, el 1972, però es va començar a utilitzar un altre sistema.
En altres xarxes s'havien dut a terme experiències similars en ramals de curta longitud i amb un sol cotxe en circulació, com a Nova York i París. Aquest sistema es va utilitzar durant set anys fins que les línies II i V es van integrar.
El projecte inicial també preveia una estació entre Sant Pau | Dos de Maig i Sagrada Família que no va arribar a inaugurar-se. Aquesta, anomenada Gaudí, va ser construïda segons les previsions inicials però a l'incorporar-se la línia II a la V, l'estació de Sagrada Família quedava massa a prop. Tot i quedar en desús, és una de les millors conservades de les estacions fantasma, l'Ajuntament de Barcelona l'ha utilitzat per fer estudis estadístics de pas de trens de l'actual L5, i també s'hi han gravat anuncis.

### Paral·lel - Sagrada Família: Inici de les obres i paralització
L'annexió a la línia V l'any 1970 havia de ser provisional i mentrestant el projecte de línia II continua a final de la dècada de 1960, amb una nova línia de 4,3 quilòmetres i set estacions que havia d'unir les estacions de Paral·lel (llavors anomenada Poble Sec) i Sagrada Família. Les obres es van adjudicar el 1968 i van començar l'any 1969 promogudes per l'Ajuntament de Barcelona i el Ministerio de Transportes, Turismo y Comunicaciones (MTTC).
Era el primer cop que es va realitzar un túnel de ferrocarril amb tuneladora, la qual va comportar forces problemes de construcció perquè s'encallava per la presència d'aigua i els canvis del subsòl de Barcelona. Les obres van estar parades mesos després de topar amb un bloc de pedra de l'antiga muralla que en va desviar el traçat. El 1973 es van paralitzar les obres ja havent realitzat el túnel, però sense haver acabat l'obra per falta de diners.
Mentrestant el 1977 ja s'havien iniciat les obres del tram entre La Pau i Pep Ventura de la línia V, que finalment esdevindria part de la línia IV quan es va obrir el 1985. Aquest projecte de la línia V estava incomplet, ja que encara estava en fase de projecte el tram entre Sagrada Família i La Pau i es preveia el perllongament de 3,6 km i quatre estacions des de Pep Ventura fins al barri de Pomar.

### Canvis de plans
L'annexió de 1970 no va alterar inicialment els projectes successius, el Pla de Metros de 1974 preveia dur la línia II amb els trams de la LV ja construïts fins a Paral·lel. Projectant una línia Paral·lel-Taxonera (LII) i una altra Cornellà-Pomar (LV).
Mentrestant el 1977 ja s'havien iniciat les obres del tram entre La Pau i Pep Ventura de la línia V, que finalment esdevindria part de la línia IV quan es va obrir el 1985.
El Pla de Metros de 1984 va canviar les configuracions previstes en els anteriors plans i configurant la xarxa tal com la coneixem avui dia, connectant el nou tram La Pau - Pep Ventura amb la línia 4 provisionalment fins a l'obertura de la línia 2. I deixant l'annexió de la línia II que havia de ser provisional com definitiva, a més d'aquesta forma s'evitava haver d'aixecar la plaça de Gaudí.

### Represa del projecte modificat

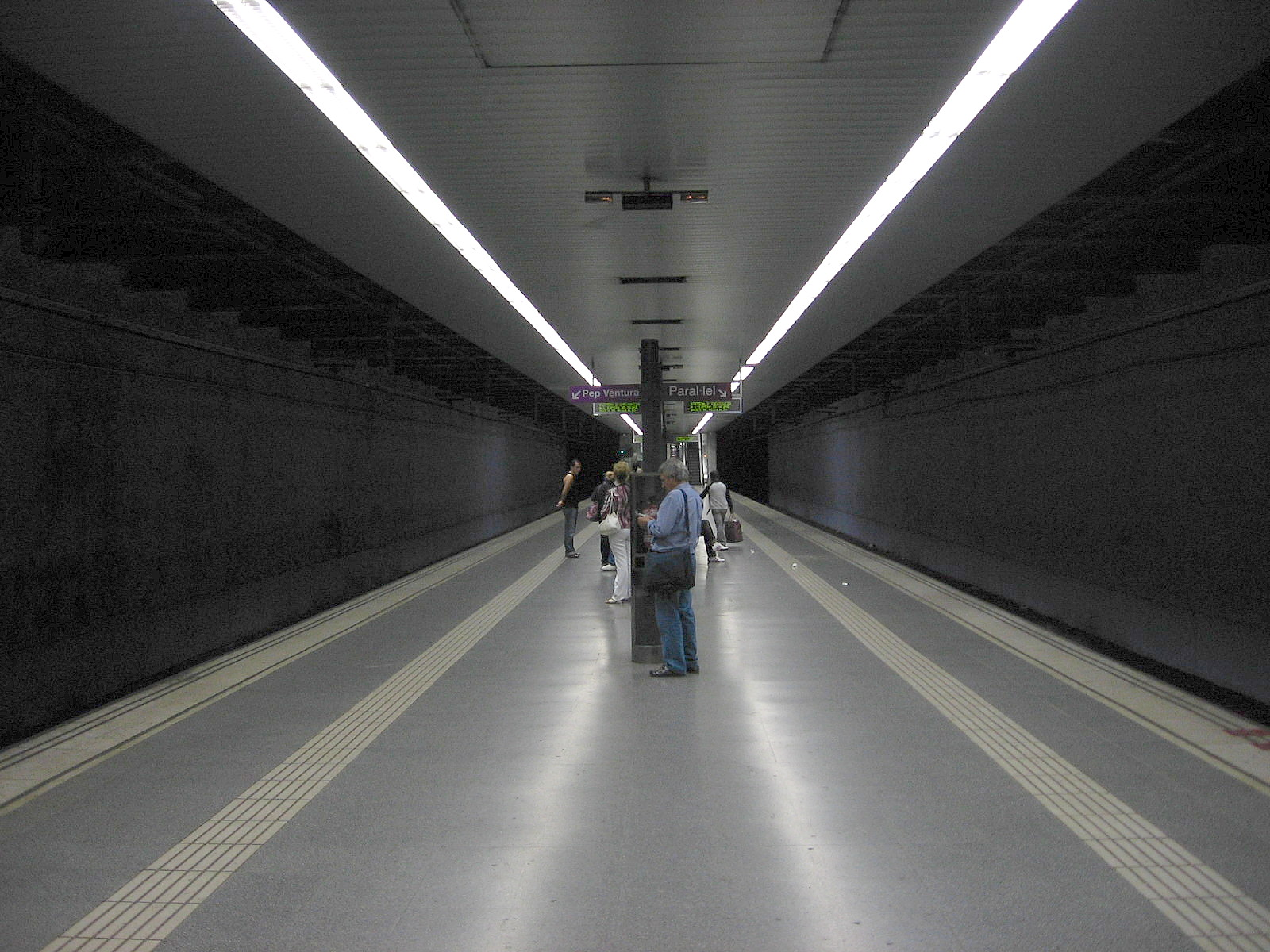
La L2 entrà en servei el 1995 entre Sant Antoni i Sagrada Família.

El 1991 el Ministerio de Transportes, Turismo y Comunicaciones, la Generalitat de Catalunya i l'Entitat Metropolitana del Transport van subscriure un conveni per finançar la línia 2. Els túnels entre Paral·lel i Sagrada Família van quedar inacabats i en desús fins que es va reprendre el projecte de la línia 2 de cara als Jocs Olímpics de 1992. La intenció de l'Ajuntament de Barcelona, amb Pasqual Maragall com a alcalde, era que la línia arribés fins a l'anell olímpic de Montjuïc i després cap a la Zona Franca, sortint de Sant Antoni. Però el govern de la Generalitat de Catalunya, presidit per Jordi Pujol, descartà el projecte per ser poc viable econòmicament. Finalment es va decidir que la línia mantingués el recorregut original entre Sagrada Família i Paral·lel (amb set estacions i enllaços a quatre línies) i estenent-la a més de Sagrada Família fins a La Pau per donar servei al districte de Sant Martí. El 1993 Jordi Pujol feia saber que el perllongament fins al Palau Nacional de Montjuïc de la línia 2 s'ajornava sine die.
El nou projecte preveia la construcció de 12 noves estacions, aprofitant el túnel ja realitzat entre Paral·lel i Sagrada Família, estenent-los fins a La Pau, i annexant a la línia 2 les cinc estacions del tram de la línia 4 inaugurat el 1985, entre La Pau i Pep Ventura.
El primer tram, Paral·lel - Sagrada Família, consta de dos túnels finalitzats el 1973 i amb un diàmetre de 5,3 metres, ja que fou realitzar amb tuneladora. El segon tram, Sagrada Família - La Pau, consta d'un sol túnel amb dues vies. Aquests dos tram tenen una longitud de 9,1 km, 12 estacions, 6 correspondències i 10 trens amb un pressupost total de 40 milions de pessetes.
El primer tram es va inaugurar l'any 1995, primer al 25 de setembre 6 estacions entre Sant Antoni i Sagrada Família, i al desembre la renovada estació de Paral·lel, terminal de la línia. La inauguració va ser polèmica per l'assistència de l'alcalde de Barcelona, Pasqual Maragall (PSC), i el president de la Generalitat de Catalunya, Jordi Pujol (CiU), ja que l'alcalde recordava a Pujol que la Generalitat no havia complert el conveni de fer arribar la línia 2 a Montjuïc, ja que la Generalitat creia que no era una actuació prioritària. El segon tram, entre Sagrada Família i La Pau es va inaugurar l'any 1997.

### Renovació tram L4: la Pau - Pep Ventura

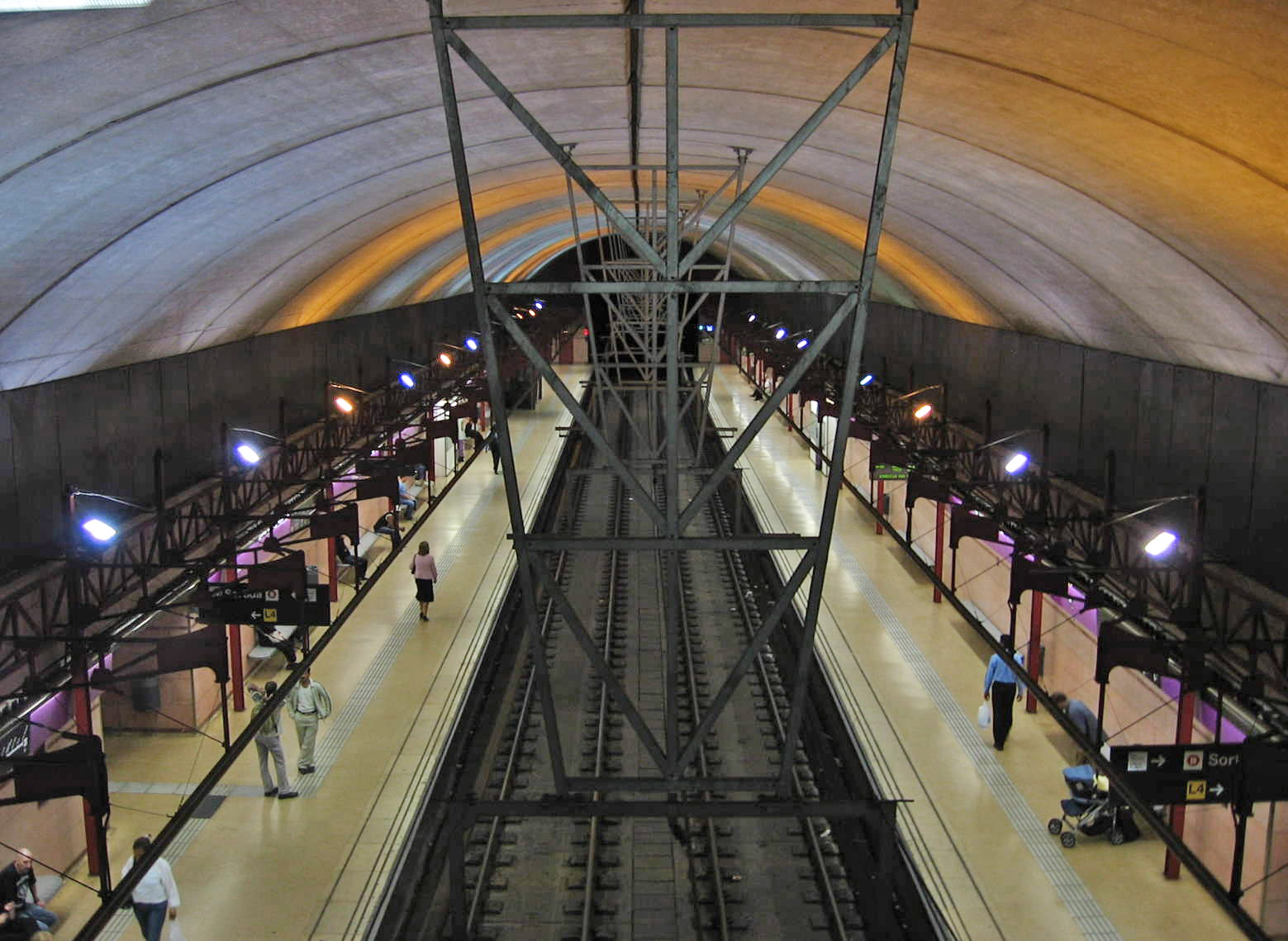
El tram entre La Pau (a la foto) i Pep Ventura deixa de ser de la L4 i passa a formar part de la L2 el 2002.

El tram La Pau - Pep Ventura es va construir en previsió de formar part de la línia V (posteriorment L5) i fer-la arribar a Badalona, es van iniciar les obres el 1977. La connexió prevista entre La Pau i Sagrada Família (L5) no s'havia construït i es va inaugurar l'any 1985 integrada en la línia IV (posteriorment L4) de forma provisional, ja que en el Pla de Metros de 1984 es va projectar que aquest tram formaria part de la línia 2, projecte que havia d'estar finalitzat el 1995. Els terminis no es van complir i el 1997 la línia 2 arribava a La Pau sense fer-se efectiu el canvi.
El 1997 es va constituir l'Autoritat del Transport Metropolità (ATM) per coordinar el transport públic de l'àrea metropolitana de Barcelona. L'ATM va incloure aquesta intervenció al Pla Director d'Infraestructures 2001-2010, ja que els estudis de mobilitat aconsellaven un enllaç directe entre el centre de Barcelona i el de Badalona. El juny de 2002 es va tancar part de la línia 4, entre Selva de Mar i Pep Ventura, per fer obres al tram final de la L4 i passar a formar part de la L2. El Tram entre Selva de Mar i La Pau, que no estava afectat pel canvi de línia, també es va tancar per construir l'estació el Maresme | Fòrum.
Les obres van incloure l'adaptació dels accessos, instal·lació de nova catenària i nous sistemes de seguretat. L'1 d'octubre de 2002, després de tres mesos d'obres, es va fer efectiu el canvi de línia i es va reobrir el tram La Pau - Pep Ventura com a part de la línia 2, arribant als 13,1 quilòmetres de longitud.

### Automatització dels trens
La tardor de l'any 2007 i durant sis mesos es van realitzar proves de conducció automàtica sense conductors a la línia 2 entre l'estació de Clot i La Pau fora de l'horari comercial, entre les 00:30 i les 04:30 hores.

### Ampliació al centre de Badalona

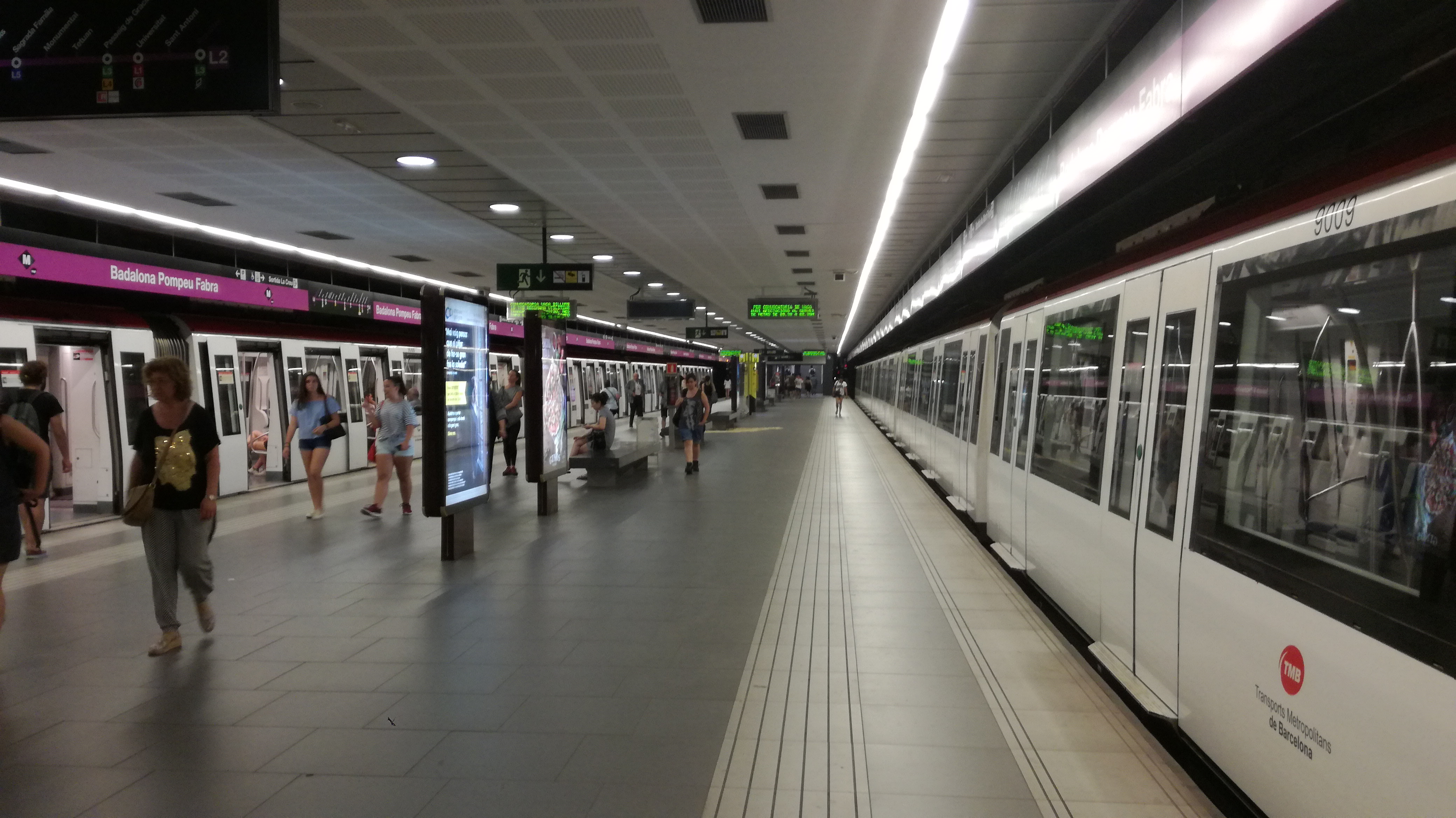
Perllongament a Badalona Pompeu Fabra el 2010.

L'any 2006 van començar les obres per ampliar la línia 2 al centre de Badalona 600 metres cap al nord, amb una nova estació, des del barri Progrés on se situa l'estació de Pep Ventura fins al centre. Les obres van consistir en l'excavació a cel obert i la col·locació de murs barrera per recobir-lo amb una volta de formigó, amb un traçat que parteix de la plaça de Pep Ventura fins a la plaça Pompeu Fabra o antiga Illa Fradera.
L'estació està situada a l'antiga Illa Fradera, una illa de cases que va ser enderrocada a mitjans d'octubre del 2006, més tard del previst, entre altres raons perquè mitja dotzena de cases van ser ocupades a mitjans del juliol de 2005. Aquest no fou l'únic contratemps de l'ampliació durant les obres a l'Illa Fradera, els operaris van topar amb restes arqueològiques de la ciutat romana de Bætulo, cosa que fa difícil un perllongament més enllà per la possibilitat de trobar-ne de noves. Posteriorment a l'any 2010 es van haver de refer les obres de les vies, ja que hi havia un error en el grau d'inclinació.
La nova estació Badalona Pompeu Fabra havia d'anomenar-se Badalona Centre. Tanmateix, nombroses entitats badalonines havien demanat anteriorment més reconeixement al mestre Pompeu Fabra, badaloní d'adopció, i l'any 2008 s'havia endegat una campanya en aquest sentit. D'acord amb aquest sentiment, l'abril del 2010 l'Autoritat del Transport Metropolità va aprovar el nom de la nova estació, que entrà en servei el juliol del mateix any. En consonància amb aquest fet, la plaça on s'ubica, corresponent a l'illa enderrocada, porta també el nom de Pompeu Fabra. La urbanització d'aquesta plaça s'acabà el maig del 2011.
Tant al Pla Director d'Infraestructures 2001-2010 com al PDI 2009-2018 figura un enllaç amb la L1 quan es construeixi el perllongament des de Fondo.

### Ampliació a Montjuïc i Zona Franca
La connexió de Barcelona amb Montjuïc i la Zona Franca no és nova; és al Pla de Metros de 1971, on apareix la primera línia de metro per connectar Barcelona i la Zona Franca, en concret la línia VI.
Ferrocarril Metropolità de Barcelona va realitzar una proposta el febrer de 1987 per perllongar la línia 2 fins a l'Estadi de Montjuïc, el túnel que es proposava havia de partir de Sant Antoni, anant pel carrer de Manso, creuar l'avinguda del Paral·lel i seguir pels carrers de Ricart, de la França Xica i de Joaquim Blume fins a la plaça de Marquès de Foronda, la Foixarda i l'Estadi. Amb estacions a Poble Sec (a l'av. del Paral·lel), a la plaça de la Font Màgica, davant la plaça de Marquès de Foronda i a l'Anella Olímpica perpendicular a l'entrada de l'estadi.
El mateix any, al juny, la Direcció General de Transports de la Generalitat de Catalunya va presentar l'Estudi Base de Penetració a la Muntanya de Montjuïc del Sistema Ferroviari i d'Altres Guiats. L'estudi proposa diferents alternatives a una línia de metro lleuger amb una estació central a l'Estadi de Montjuïc amb origen a la plaça d'Espanya o l'estació de la ronda de Sant Antoni i amb diferents estacions segons l'alternativa proposada. El Pla Especial de la Muntanya de Montjuïc també realitza diferents propostes ferroviaries no gaire diferents a les ja presentades.
El Pla Director d'Infraestructures 2001-2010 (PDI 2001-2010) recupera l'ampliació a Montjuïc i posteriorment la modifica per perllongar-la des de la muntanya fins a la Zona Franca. El 2006 es va modificar perquè la línia 2 pogués connectar amb el túnel de la línia 9, permetent la connexió de l'aeroport del Prat amb el centre de la ciutat de Barcelona i duplicar les freqüències del servei entre Parc Logístic i l'Aeroport.
La construcció no s'ha pogut realitzar durant la vigència d'aquest PDI i el PDI 2009-2018 en manté el projecte i amb la previsió de finalitzar les obres el 2015. El 2009 la Generalitat de Catalunya va anunciar que les obres s'ajornaven temporalment.

## Futures ampliacions
Per una banda es contempla el perllongament de la línia 2 en 6,1 km entre Sant Antoni i la Zona Franca amb la construcció de sis estacions al Paral·lel, Montjuïc i a la Zona Franca. A la Zona Franca es construiria una connexió entre la línia 2 i la línia 9 perquè els trens de la L2 arribin a l'Aeroport. L'estació de Paral·lel deixaria de donar servei i es convertiria el túnel en cua de maniobres. Les sis estacions són:
- Poble Sec, a l'avinguda del Paral·lel. Connexió amb L3.
- Montjuïc, al recinte Firal al costat de la Font Màgica.
- La Foixarda, segona estació a Montjuïc.
- Foc, al passeig de la Zona Franca. Connexió amb L10.
- Pedrosa | Fira, davant la porta sud de la Fira II. Connexió amb L9.
- Parc Logístic, al Polígon de la Zona Franca. Connexió amb L9.

Per l'altra es contempla la creació d'algun tipus de transport públic entre Badalona Pompeu Fabra i l'Hospital Universitari Germans Trias i Pujol (Can Ruti). Inicialment l'actualització del PDI 2001-2010 plantejava el perllongament de la línia 2 fins a Can Ruti amb estacions a Casagemes, Can Canyadó, la Morera, Canyet i Can Ruti o la creació d'un metro lleuger amb transbord a Badalona Pompeu Fabra, mentre que el PDI 2009-2018 només esmenta la creació d'algun tipus de transport públic.